# Ukrainian Falcons

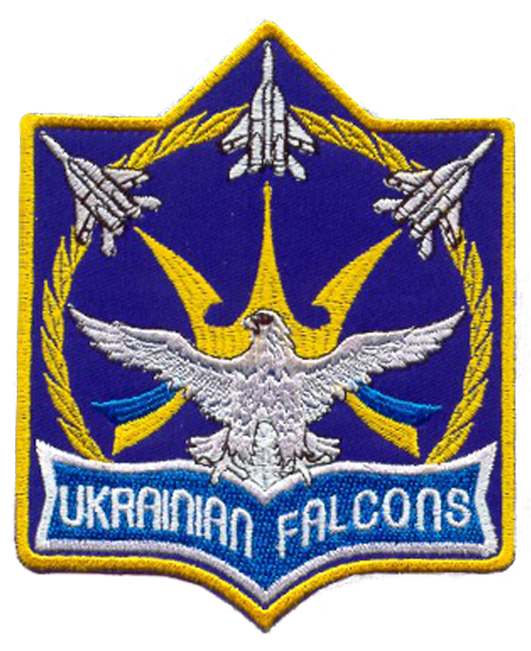
Insigne des Faucons ukrainiens

Les Ukrainian Falcons (en français : « les Faucons ukrainiens », en ukrainien : Українські Соколи, Ukrayins'ki Sokoly) est la patrouille acrobatique de la Force aérienne ukrainienne. Elle a été créée en 1995 sur la base de Kirovskyi et compte 6 avions de chasse MiG-29 ou Su-27.
La patrouille est commandée [Quand ?] par le colonel Rososhansky, les autres pilotes étant les colonels Korolyov et Dudkin, les lieutenants-colonel Kovolyov et Vecherinsky et les commandants Sotnikov, Ovchinnikov et Mekhed.

## Accidents
L'un des membres de la patrouille, le lieutenant-colonel Toponar, s'écrasa à Sknyliv lors d'une démonstration mais survécut avec des séquelles. L'accident causa 77 morts et 543 blessés. Il fut néanmoins reconnu responsable par la justice et condamné à 14 ans de prison.